# Épaignes
Épaignes es una localidad y comuna francesa situada en la región de Alta Normandía, departamento de Eure, en el distrito de Bernay y cantón de Cormeilles.

## Demografía
| 2230 | 2042 | 2183 | 2196 | 2067 | 2138 | 2001 | 1829 | 1708 | 1729 | 1701 | 1560 | 1477 | 1308 | 1316 | 1195 | 1102 | 1115 | 1102 | 1010 | 818 | 901 | 850 | 856 | 852 | 810 | 934 | 947 | 964 | 1029 | 1090 | 1158 | 1223 |
| Para los censos de 1962 a 1999 la población legal corresponde a la población sin duplicidades (Fuente: INSEE [Consultar]) |      |      |      |      |      |      |      |      |      |      |      |      |      |      |      |      |      |      |      |     |     |     |     |     |     |     |     |     |      |      |      |      |

Gráfico de evolución demográfica de la comuna desde 1793 hasta 2005

## Administración

### Entidades intercomunales
Épaignes está integrada en la Communauté de communes du canton de Cormeilles. Además forma parte de diversos sindicatos intercomunales para la prestación de diversos servicios públicos:
- S.A.E.P de Beuzeville
- Syndicat de l'électricité et du gaz de l'Eure (SIEGE)

### Riesgos
La prefectura del departamento de Eure incluye la comuna en la previsión de riesgos mayores  por:
- Presencia de cavidades subterráneas.
- Riesgos derivados del transporte de mercancías peligrosas.